# Liscate
Liscate là một đô thị ở tỉnh Milano, vùng Lombardia của Italia, khoảng 20 km về phía đông Milano. Tại thời điểm ngày 31 tháng 12 năm 2004, đô thị này có dân số 3.606 và diện tích là 9,3 km².
Liscate giáp các đô thị sau:Melzo, Vignate, Truccazzano, Settala, Comazzo.